# Северсон, Деймон
Деймон Северсон (англ. Damon Severson;род. 7 августа 1994, Брандон) — канадский хоккеист, защитник клуба НХЛ «Коламбус Блю Джекетс» и сборной Канады по хоккею.

## Карьера

### Клубная

#### WHL
С 2010 по 2014 год играл в WHL за команду «Келоуна Рокетс»; он был одним из результативных защитников команды. В сезоне 2011-12, забросив 7 шайб и отдав 30 передач он был признан лучшим игроком команды «Рокетс».
На драфте НХЛ в 2012 году он был выбран во 2-м раунде под общим 60-номером «Нью-Джерси Девилз». В сентябре 2012 года заключил с командой трёхлетний контракт новичка, но не был вызван в команду, а вернулся в «Рокетс». Дважды по итогам сезонов 2012/2013 и 2013/2014 он получал награду "Лучший защитник "Рокетс".

#### НХЛ
В 2014 году вошёл в состав «Нью-Джерси Девилз»; он стал одним из самых молодых игроков в команде. 9 октября 2014 года дебютировал в лиге в матче с «Филадельфией». 11 октября в матче с «Флоридой» он заработал первые очки, отдав голевую передачу и забросив шайбу. Проводя много игрового времени на льду, он был вторым среди новичков НХЛ по этому показателю.
В 2017 году подписал с клубом новый контракт на 6 лет на 25 млн с зарплатой 4,166.700 $ в год. Матч против «Флориды Пантерз», который прошёл 18 ноября 2021 года стал 500-м матчем в его карьере в НХЛ; матч завершился победой «пантер» со счётом 4:1.
9 июня 2023 года подписал с «Девилз» новый восьмилетний контракт на общую сумму 50 млн долларов, но в тот же день был обменян в «Коламбус Блю Джекетс» на право выбора на драфте НХЛ 2023 года.

### Сборная
В составе юниорской сборной Канады был бронзовым призёром на ЮЧМ-2012.
В составе сборной Канады становился серебряным призёром на двух чемпионатах мира (ЧМ-2019 и ЧМ-2022).

## Статистика
| Легенда | Легенда                    | Легенда | Легенда                   | Легенда | Легенда    |
| ------- | -------------------------- | ------- | ------------------------- | ------- | ---------- |
| И       | Количество проведённых игр | Штр     | Штрафное время            | +/−     | Плюс-минус |
| Г       | Голы                       | П       | Голевые передачи          | О       | Очки       |
| -       | Статистика неизвестна      | —       | Статистика не учитывалась |         |            |